# 多索线虫属
多索线虫属（学名：Agamermis）是索线虫科的一属。

## 下属物种
本属包括以下物种：
- Agamermis cobbi Schuurmans Stekhoven & Mawson, 1955
- Agamermis couturieri Schuurmans Stekhoven & Mawson, 1955
- Agamermis sinuosa Kaiser, 1977